# FC Inter Turku
FC Inter Turku er en fodboldklub hjemmehørende i den finske by Turku. Klubben deler stadion med byens anden klub Turun Palloseura. Inter Turku blev stiftet så sent som i 1990 af Stefan Håkans, da hans 11-årige søn ikke kunne finde sig til rette i nogen anden klub. Seniorafdelingen blev etableret i 1992 og startede i fjerdebedste række. Allerede i 1996 var klubben i landets bedste række: Veikkausliiga.

## Titler
- Finske mesterskaber (1): 2008
- Finske pokalturnering (1): 2009

## Historiske slutplaceringer
| Sæson | Niveau | Liga          | Placering | Kilde  |
| ----- | ------ | ------------- | --------- | ------ |
| 2010. | 1.     | Veikkausliiga | 6.        | [ 1 ]  |
| 2011. | 1.     | Veikkausliiga | 2.        | [ 2 ]  |
| 2012. | 1.     | Veikkausliiga | 2.        | [ 3 ]  |
| 2013. | 1.     | Veikkausliiga | 9.        | [ 4 ]  |
| 2014. | 1.     | Veikkausliiga | 10.       | [ 5 ]  |
| 2015. | 1.     | Veikkausliiga | 4.        | [ 6 ]  |
| 2016. | 1.     | Veikkausliiga | 11.       | [ 7 ]  |
| 2017. | 1.     | Veikkausliiga | 9.        | [ 8 ]  |
| 2018. | 1.     | Veikkausliiga | 7.        | [ 9 ]  |
| 2019. | 1.     | Veikkausliiga | 2.        | [ 10 ] |
| 2020. | 1.     | Veikkausliiga | 2.        | [ 11 ] |
| 2021. | 1.     | Veikkausliiga | 4.        | [ 12 ] |
| 2022. | 1.     | Veikkausliiga | 5.        | [ 13 ] |
| 2023. | 1.     | Veikkausliiga | 6.        | [ 14 ] |

## Europæisk deltagelse
| Sæson   | Runde      | Modstander          | Hjemme | Ude | Kommentar |
| ------- | ---------- | ------------------- | ------ | --- | --------- |
| 2009-10 | 2. kvalif. | FC Sheriff Tiraspol | 0-1    | 0-1 | -         |

| Sæson   | Runde      | Modstander      | Hjemme | Ude | Kommentar |
| ------- | ---------- | --------------- | ------ | --- | --------- |
| 2010-11 | 3. kvalif. | KRC Genk        | 1-5    | 2-3 | -         |
| 2012-13 | 2. kvalif. | FC Twente       | 0-5    | 1-1 | -         |
| 2013-14 | 1. kvalif. | Víkingur Gøta   | 0-1    | 1-1 | -         |
| 2019/20 | 1.kvalif.  | 🇩🇰Brøndby if    | 2-0    | 4-1 |           |
| 2022-23 | 1.kvalif.  | 🇧🇪Royal Antwerp | 0-0    | 0-2 | 2-0       |